# درهام
latitudeدرهامlongitudeدرهام
درهام (به انگلیسی: Dereham) یک شهرک در بریتانیا است که در انگلستان واقع شده‌است.

## خصوصیات
درهام ۲۱٫۵۱ کیلومترمربع مساحت و ۱۵٬۶۵۹ نفر جمعیت دارد.

## خواهرخوانده
شهرهای Caudebec-lès-Elbeuf و روتن خواهرخوانده‌های درهام هستند.